# 楊霈霖
楊霈霖（2001年10月26日—），香港女子羽毛球運動員。

## 簡歷
楊霈霖四歲起隨母、兄前往羽球場，並因此對羽球產生興趣；八歲開始接受香港羽毛球總會的「青苗羽毛球培訓計劃」培訓，後接受香港體育學院精英運動員培訓。她早年就讀聖公會青衣邨何澤芸小學（2013年小六）。中學時，本來就讀順德聯誼總會李兆基中學和獲選為新界地域中學全能傑出運動員，2014年因課業壓力增加而轉學至惠僑英文中學，並於2019年中六畢業。2019年，楊霈霖／高城熙在第二屆中華人民共和國全國青年運動會奪得混雙銅牌，同年兩人在世青賽闖入八強。
楊霈霖從2021年11月開始與楊雅婷搭檔參加國際賽，在當時獲得巴林國際系列賽、巴林國際挑戰賽女子雙打冠軍。2022年上半年，與楊雅婷在歐洲多站低級別賽事獲獎，其中荷蘭獲亞、葡萄牙、波蘭、丹麥三站奪冠；另與楊銘諾搭檔參加混雙賽事，於斯洛伐克奪冠。

## 主要比賽成績
只列出曾進入準決賽的國際賽事成績：
| 年份   | 賽事                 | 公開賽級別 | 項目     | 搭檔   | 成績   |
| ------ | -------------------- | ---------- | -------- | ------ | ------ |
| 2021年 | 巴林羽毛球國際系列賽 | 國際系列賽 | 女子雙打 | 楊雅婷 | 冠軍   |
| 2021年 | 巴林羽毛球國際挑戰賽 | 國際挑戰賽 | 女子雙打 | 楊雅婷 | 冠軍   |
| 2022年 | 斯洛伐克羽毛球公開賽 | 未來系列賽 | 女子雙打 | 楊雅婷 | 準決賽 |
| 2022年 | 斯洛伐克羽毛球公開賽 | 未來系列賽 | 混合雙打 | 楊銘諾 | 冠軍   |
| 2022年 | 葡萄牙羽毛球國際賽   | 國際系列賽 | 女子雙打 | 楊雅婷 | 冠軍   |
| 2022年 | 葡萄牙羽毛球國際賽   | 國際系列賽 | 混合雙打 | 楊銘諾 | 準決賽 |
| 2022年 | 波蘭羽毛球公開賽     | 國際挑戰賽 | 女子雙打 | 楊雅婷 | 冠軍   |
| 2022年 | 波蘭羽毛球公開賽     | 國際挑戰賽 | 混合雙打 | 楊銘諾 | 準決賽 |
| 2022年 | 荷蘭羽毛球國際賽     | 國際系列賽 | 女子雙打 | 楊雅婷 | 亞軍   |
| 2022年 | 荷蘭羽毛球國際賽     | 國際系列賽 | 混合雙打 | 楊銘諾 | 準決賽 |
| 2022年 | 丹麥羽毛球大師賽     | 國際挑戰賽 | 女子雙打 | 楊雅婷 | 冠軍   |
| 2024年 | 澳洲羽毛球公開賽     | 超級500賽  | 女子雙打 | 楊雅婷 | 準決賽 |

| 2007-2017年 | 首要超級賽 | 超級賽 | 黃金大獎賽 | 大獎賽 | 國際挑戰賽 | 國際系列賽 | 未來系列賽 | 其他 |

| 2018-2026年 | 總決賽 | 超級1000賽 | 超級750賽 | 超級500賽 | 超級300賽 | 超級100賽 | 國際挑戰賽 | 國際系列賽 | 未來系列賽 | 其他 |

### 奧運會和世錦賽參賽紀錄
|          | 搭檔   | 2022 | 2023 | 2024       |
| -------- | ------ | ---- | ---- | ---------- |
| 女子雙打 | 楊雅婷 | 32強 | 16強 | 小組第三名 |

## 腳註

### 世界羽球聯盟資料
1. 1 2  . bwfbadminton.com.   [2022-09-01]. （原始内容存档于2023-01-27） （英语）.
2. ↑  . bwf.tournamentsoftware.com.   [2022-09-01]. （原始内容存档于2022-07-19） （英语）.
3. ↑  . bwf.tournamentsoftware.com.   [2022-09-01]. （原始内容存档于2022-07-19） （英语）.

## 外部連結
- 楊霈霖在世界羽球聯盟的登錄資料